# 悪性貧血
悪性貧血 （あくせいひんけつ）とは、胃粘膜の萎縮による内因子の低下によりビタミンB12が欠乏することで生じる貧血。巨赤芽球性貧血の一種。

## 概念
胃粘膜が萎縮することでビタミンB12の吸収に必要な内因子が低下するためにDNAの合成が障害されるために起こる。内因子の欠乏は他にも胃全摘後などにも起こる。「悪性」と呼ばれるのはビタミンB12の合成が可能になるまでは治療法がなく、致死的な経過をたどったためである。

## 病態
回腸末端には内因子受容体が存在し、ビタミンB12は内因子と複合体を形成することで吸収されやすくなる。そのため、内因子が欠乏するとビタミンB12の吸収が低下し、DNAの合成が障害されて無効造血となる。無効造血となるのは赤血球のみならず白血球なども同様であるため、汎血球減少をきたすこともある。

## 原因
最も一般的に(温帯気候においては)、内因子によるビタミンB12の結合障害の原因は、タンパク質である内因子が自己免疫の攻撃を受けてビタミンB12と結合できなくなるのと同様に壁細胞も自己免疫によって攻撃されて結果的に消滅していく自己免疫性萎縮性胃炎によるものである。
それほど多くはないが壁細胞の喪失は、ヘリコバクター・ピロリへの感染も含めた長期間にわたる慢性胃炎を患っている高年齢者に良く見受けられるような自己免疫以外のものに起因して大きく広がった萎縮性胃炎の結果の一部でもありうる。
悪性貧血以外のビタミンB12欠乏症の診断は、巨赤芽球性貧血の診断の有無によって判定されることになる。巨赤芽球性貧血は、ビタミンB12の吸収に必要な内因子が低下するためにDNAの合成が障害され、正常な赤芽球が産生されず異常な巨赤芽球が産生されるために起こる悪性貧血である。。例えば、巨赤芽球生貧血を引き起こし悪性貧血と誤診されるビタミンB12欠乏症は、ビタミンB12を宿主と競争して吸収する寄生虫であるサナダムシの寄生のような例しか考えられない。
同様のビタミンB12の吸収障害は、胃全摘手術かルーY系腸縫合のような胃バイパス手術の特殊な外科手術の場合に起こりうる。このような場合には、胃が極めて少量の食事しか保持できないか、残された胃が機能しないかのいずれかの結果となる。それゆえ胃粘膜がもはや機能しなくなり内因子が生成できなくなる。
ビタミンB12を吸収を促進する胃内因子が分泌されないため、悪性貧血が結果として引き起こされるのである。胃バイパス手術や胃切除の患者は、悪性貧血の予防の観点からビタミンB12の注射や鉄剤の経口投与が行われる。

## 症状
- 貧血

他の貧血と同じく息切れや易疲労感などを呈する。
- 舌炎

舌乳頭の萎縮と発赤、舌の平滑化がみられ、しばしば舌の灼熱感、疼痛を訴える（Hunter舌炎）。(舌乳頭の萎縮は、鉄欠乏性貧血（Plummer-Vinson 症候群）, シェーグレン症候群でもみられる。)
- 神経症状

振動覚や位置覚の低下、知覚障害、深部腱反射亢進、意識障害、認知症様症状などのさまざまな症状を呈する。(亜急性連合性脊髄変性症)

## 検査
- 血算

MCVが高値、MCHCが正常値を示す大球性正色素性貧血となる。白血球や血小板も減少し、汎血球減少となる。過分葉好中球が増加する。
- 骨髄

過形成であり、巨赤芽球、巨大後骨髄球、多核巨核球などを認める。
- 生化学

無効造血により細胞内の物質が血液中に出るため、間接ビリルビン、LDH、リゾチームの上昇、ハプトグロビンの低下を認める。ビタミンB12は低値となる。ビタミンB12の不足によりメチルマロニルCoAからスクシニルCoAへの代謝が障害されるため、メチルマロン酸が増加する。
- 鉄代謝

造血自体は亢進するものの無効造血のために鉄が十分利用されないことを反映して、血漿鉄消失時間の短縮、血漿鉄交替率の上昇、赤血球鉄利用率の低下を認める。
- 免疫

抗内因子抗体や抗壁細胞抗体陽性。
- 胃液

胃液の分泌が低下する。
- 上部消化管内視鏡

胃粘膜の萎縮を認める。
- シリング試験

放射性ビタミンB12(57Co-VB12)を経口投与して非放射性ビタミンB12を筋注し、尿中の放射性ビタミンB12の活性を調べる試験。正常なら7%であるが、悪性貧血ではビタミンB12の消化管での吸収が障害されているために5%以下となる。内因子を同時に投与すれば尿中放射性ビタミンB12活性は正常値となる。

## 診断
貧血に加えて神経症状、ハンター舌炎、大球性貧血、汎血球減少、過分葉好中球といった所見が認められる場合に疑う。ビタミンB12の低下、抗内因子抗体陽性、シリング試験、内視鏡での胃粘膜の萎縮などの所見があればほぼ確定する。葉酸欠乏性貧血との鑑別のためにビタミンB12や葉酸を試験的に投与することはあるが、葉酸の投与は神経症状を増悪させることがあるため注意が必要である。

## 治療
ビタミンB12の非経口投与を行う。内因子が存在しなくても微量ながらビタミンB12は腸管から吸収されるため、大量経口投与を行う場合もある。

## 予後
適切な治療を行えば貧血は回復する。しかしながら神経症状は貧血と比べ回復が遅く、非可逆的となることがあるため早期発見・治療が重要となる。